# تسوتایوا ۳۵۱۱
سیارک ۳۵۱۱ (به انگلیسی: 3511 Tsvetaeva، نامگذاری:1982TC2) سه هزار و پانصد و یازدهمین سیارک کشف شده‌است که در ۱۴ اکتبر ۱۹۸۲ کشف شد.
قدر مطلق سیارک برابر ۱۲٫۳۰ است.